# Sandgärdets naturreservat
Sandgärdets naturreservat är ett naturreservat i Skövde kommun i Västra Götalands län.
Området är naturskyddat sedan 2018 och är 53 hektar stort. Reservatet ligger nordväst om Skövde och består av lövsumpskog med främst ask och klibbal.